# Phil Ivey
Phil Ivey (Riverside, 1976. február 1.) amerikai profi pókerjátékos. Legnagyobb pókerverseny nyeremény: $3 582 753. Karrier össznyeremény-versenyeken: $35 625 590.

## Élete

### Ifjúkora
Phil Ivey 1976. február 1-jén született Riverside-ban, Kaliforniában, de már pár hónapos korában New Yersey-be költözött családjával.

## Pályafutása
Első találkozását a kártyával nagypapájának köszönheti, aki még kölyökkorában tanította meg az 5 lapos stud pókerre. Komolyabban az 1990-es évek végén kezdett pókerezni.Eleinte a munkatársai körében (ekkor egy telemarketing cégnél dolgozott), majd a munka mellett rendszeresen játszott.

## World Series of Poker karrier

### 2000-2010 közötti évek
2000-ben Ivey volt az első, aki heads-upban legyőzte Amarillo Slimet egy WSOP döntő asztalnál. 2000-ben az Amarillo Slim elleni győzelme pályafutása első karkötőjét jelentette. 
2002-ben Ivey összesen 3 karkötőt szerzett az az évi WSOP-n, ezzel rekordtartó az egy adott évben megszerzett karkötők terén (Phil Hellmuth-tal és Ted Forrest-tel karöltve). Ivey egyébként összesen 10 karkötővel rendelkezik, 2000-ből és 2005-ből Pot Limit Omaha versenyen is van karkötője.
Tíz World Series karkötője mellett Ivey nagy sikereket ért el a WSOP főversenyén is. A 2002-es World Series of Poker és a 2009-es World Series of Poker között négyszer került a legjobb 25 közé.Ivey 2002-ben a 23., 2003-ban a 10., 2005-ben a 20., 2009-ben pedig a 7. helyen végzett.

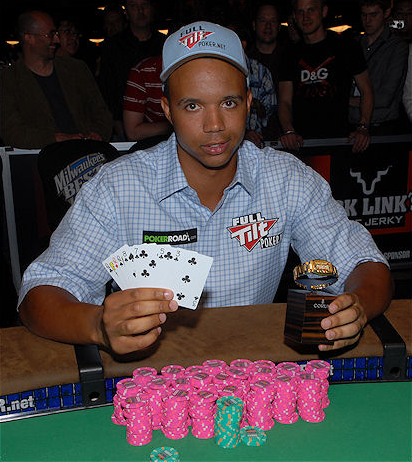
Phil Ivey, WSOP Champion Event #25 $2,500 Omaha/Seven Card Stud Hi/Lo 8-or-better

2009-ben Ivey a 2009-es WSOP 2500 dolláros No-Limit 2-7 Draw Lowball versenyén megnyerte karrierje hatodik karkötőjét. Egy 147 játékosból álló mezőnyt győzött le a karkötő megszerzéséért. Egy nagyon hosszú heads-up csatát nyert meg John Monnette ellen. Ezután egy másik karkötőt is nyert a 2 500 dolláros 1/2 Seven Card Stud Hi/Lo 1/2 Omaha Hi/Lo versenyen, ahol 376 fős mezőnyt győzött le. Ming Lee-t heads-upban győzte le. 
Amellett, hogy megnyerte a 2 500 $ 1/2 Seven Card Stud Hi/Lo – 1/2 Omaha Hi/Lo versenyt, az 5 000 $-os Pot-Limit Omaha Eight-or-better versenyen a 22. helyet szerezte meg, annak ellenére, hogy csak a Stud/Omaha verseny szüneteiben játszott.
2002 és 2009 között Ivey négyszer végzett az első 25 játékos között a főversenyen, 600 főtől alig 7000 résztvevőig terjedő mezőnyben. 2003-ban a WSOP főversenyén Ivey a 10. helyen végzett (egy hellyel a döntőasztal előtt), 2009-ben pedig a 7. helyen. 2009-ben az A♣ K♠-ja kikapott Darvin Moon A♦ Q♠-jával szemben, amikor egy dáma párosította Moon-t a flopon; a 2009-es főversenyt 1 404 002 dolláros nyereménnyel zárta.

### 2010
A 2010-es World Series of Pokeren Ivey kapta a legtöbb szavazatot a Bajnokok Tornáján. A 2010-es WSOP-n Ivey nyolcadik karkötőjét nyerte meg a 3000 dolláros H.O.R.S.E. versenyen egy olyan döntő asztalnál, ahol más neves játékosok is ültek, többek között Bill Chen, John Juanda , Jeff Lisandro és Chad Brown.
10 World Series of Poker karkötőjével Ivey jelenleg Doyle Brunsonnal és Johnny Channal holtversenyben a második legtöbb karkötővel rendelkezik. Emellett 38 évesen ő a legfiatalabb játékos, aki valaha tíz karkötőt nyert. Tizedik karkötője idején megdöntötte Phil Hellmuth 42 éves korát. Ráadásul ennél gyorsabban egyetlen más játékos sem gyűjtött össze tíz karkötőt: Ivey-nek mindössze 14 év kellett az első karkötőjétől a tizedikig (Phil Hellmuthnak 17 év kellett hozzá). 
Emellett ő a legtöbb nem-holdem versenyeken nyert karkötő rekordere is, mivel mind a 10 győzelmét nem-holdem versenyeken szerezte. A 2010-es győzelmével átvette a vezetést Billy Baxtertől. Ő a WSOP-rekorder a legtöbb vegyesjátékos karkötő tekintetében is, mivel pályafutása során ötöt nyert. Egyet nyert a S.H.O.O.E. versenyen 2002-ben, egyet az Omaha Hi/Lo / 7 Card Stud Hi/Lo versenyen 2009-ben, egyet a H.O.R.S.E. versenyen 2010-ben, egyet a WSOP APAC vegyes versenyen 2013-ban, egyet pedig az 8 Game mix játékban 2014-ben.

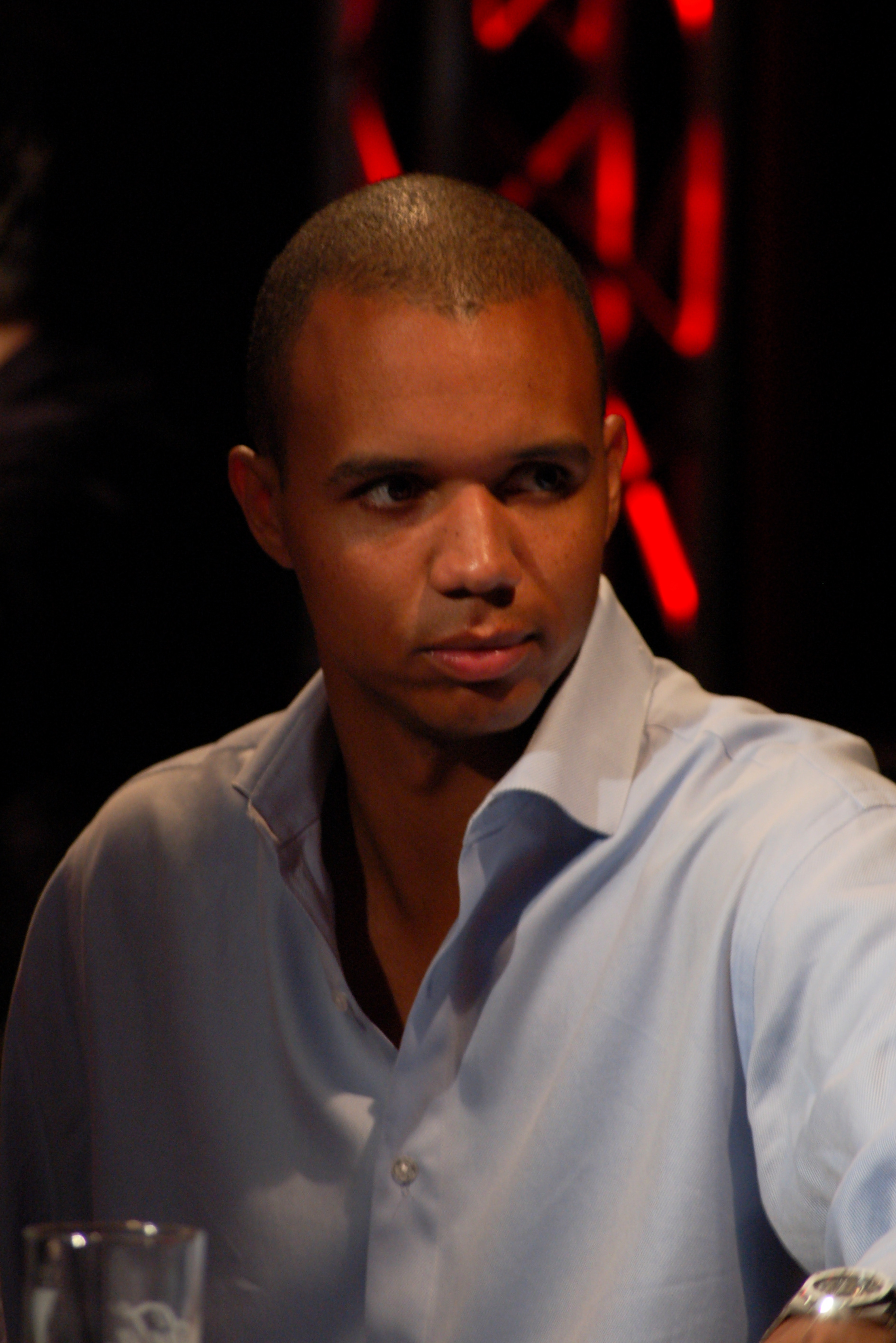
Phil Ivey a Million Euro Challenge-en

| ÉV    | Verseny                                | Nyeremény (US$/A$) |
| 2000  | $2,500 Pot Limit Omaha                 | $195,000           |
| 2002  | $2,500 7 Card Stud Hi/Lo               | $118,440           |
| 2002  | $2,000 S.H.O.E.                        | $107,540           |
| 2002  | $1,500 7 Card Stud                     | $132,000           |
| 2005  | $5,000 Pot Limit Omaha                 | $635,603           |
| 2009  | $2,500 No-Limit 2-7 Draw Lowball       | $96,367            |
| 2009  | $2,500 Omaha Hi/Lo / 7 Card Stud Hi/Lo | $220,538           |
| 2010  | $3,000 H.O.R.S.E.                      | $329,840           |
| 2013A | A$2,200 Mixed Event                    | A$51,840           |
| 2014  | $1,500 Eight Game Mix                  | $166,986           |

## Egyéb póker eredmények

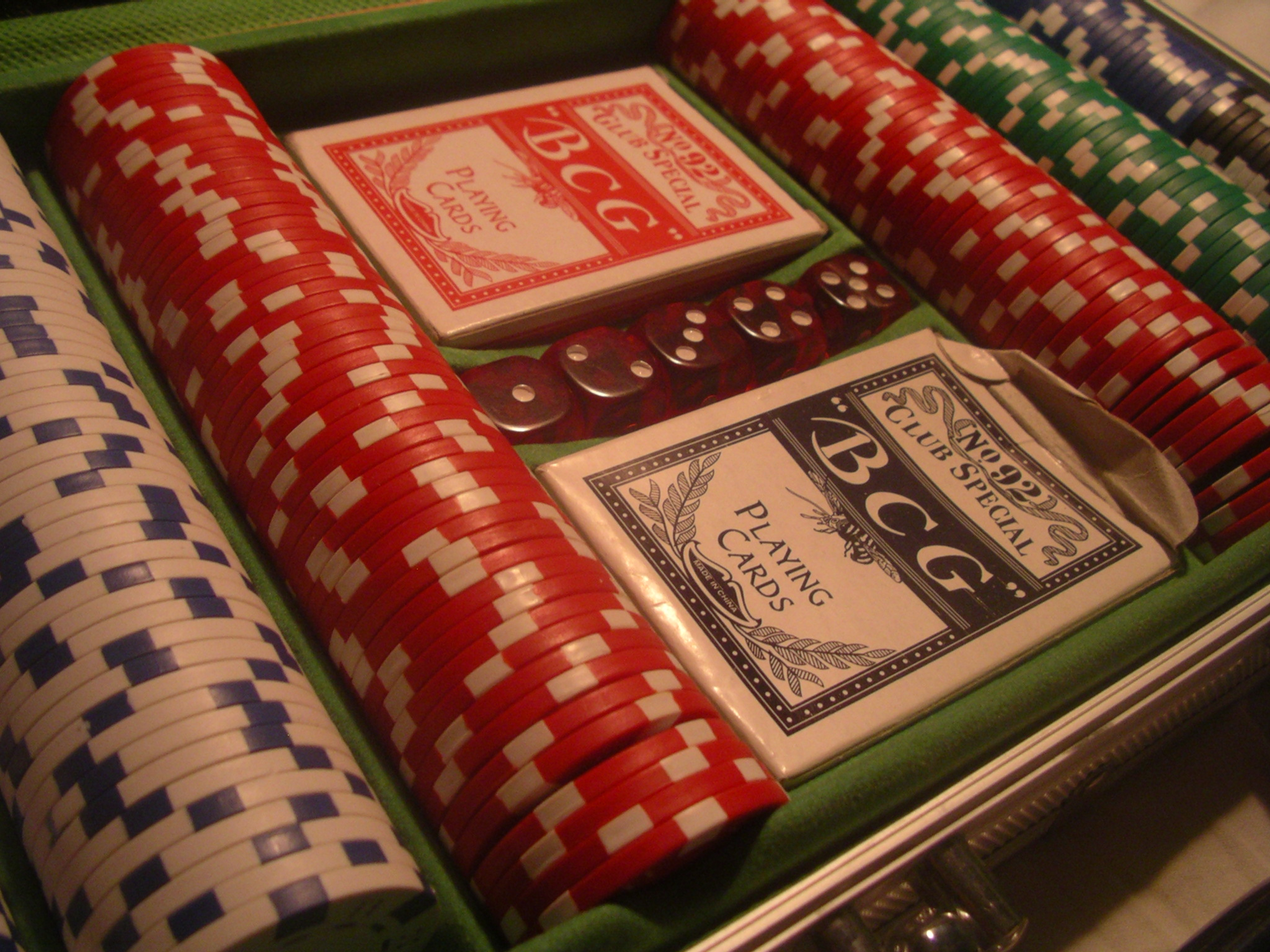
poker set

Ivey a WPT-ken is rendszeres résztvevő: Összesen kilenc alkalommal jutott döntő asztalra, és több alkalommal is ász-dámával esett ki. Ivey első WPT győzelmét 2008 februárjában szerezte, amikor az LA Poker Classic-on első helyezést ért el, és ezzel $1.596.000-t vihetett haza.
Cash-game játékosként Phil Ivey rendszeres résztvevője a legmagasabb tétű online asztaloknak, ahol olyan ellenfelekkel játszik együtt, mint Tom "durrrr" Dwan, vagy éppen Brian "sbrugby" Townsend. 

## Hobbija
Phil igazi kosárlabda rajongó: a Los Angeles Lakers-nek és a Houston Rockets-nek szurkol. 
Videójátékokkal is sokat játszik, illetve golfozik.